# Башня F&F
Башня F&F, известная также как башня Революции, — административное здание в Деловом районе Панамы. Первый небоскрёб спиральной формы в Латинской Америке. Поворот от основания к шпилю башни составляет 360 градусов.
Строительство 52-этажного здания из бетона высотой 242 метра по проекту панамских архитекторов велось с 2003 по 2008 год, ввод в эксплуатацию был осуществлён в 2011 году. Стоимость проектирования и строительства — 50 миллионов долларов. Небоскрёб облицован плитами насыщенного зелёного цвета, отражающими солнце; он виден со всех точек столицы, что позволило ему стать одной из ярких городских достопримечательностей.
Башня F&F заняла седьмое место в рейтинге небоскрёбов Emporis Skyscraper Award за 2011 год.